# Ariège
Ariège ( fransk udtale ?) er et fransk departement i regionen Midi-Pyrénées. Departementet har 137.205 indbyggere (1999).
Der er tre arrondissementer, 13 kantoner og 331 kommuner i Ariège, hvis hovedby er Foix.
- Wikimedia Commons har flere filer relateret til Ariège

43°0′N 1°30′Ø / 43.000°N 1.500°Ø